# Rhoiptelea chiliantha
Rhoiptelea chiliantha är en tvåhjärtbladig växtart som beskrevs av Friedrich Ludwig Diels och Hand.-mazz. Rhoiptelea chiliantha ingår i släktet Rhoiptelea och familjen Rhoipteleaceae. Inga underarter finns listade i Catalogue of Life.